# Liste der Nummer-eins-Hits in Japan (1992)
Die Liste der japanischen Nummer-eins-Hits enthält die Daten vom 1. Januar bis zum 31. Dezember 1992. Die letzte Woche im Jahr fällt mit der ersten Woche des neuen Jahres zusammen. Angegeben sind die Verkaufszahlen der jeweiligen Nummer eins in ihrer Woche. Alle Angaben basieren auf den offiziellen japanischen Charts von Oricon.

## Singles
| ← 1991 ← | Liste der Nummer-eins-Hits in Japan | Liste der Nummer-eins-Hits in Japan | Liste der Nummer-eins-Hits in Japan | 1993 →                    |
| \| Zeitraum \| Wo. ges. \| Interpret \| Titel Autor(en) \| Zusätzliche Informationen \| \| (Zeitraum, Wochen auf Platz eins, Interpret, Titel, Autor[en], zusätzliche Informationen) \| \| \| \| \| \| ----------------------------------------------------------------------------------------- \| -------- \| ---------------------------------- \| ---------------------------------- \| ------------------------- \| \| 30. Dezember 1991 – 2. Februar 1992 5 Wochen \| 5 \| Daiji Man Brothers Band \| Sore ga daiji \| – \| \| 3. Februar 1992 – 9. Februar 1992 1 Woche (insgesamt 2) \| 2 \| Tunnels \| Garagara hebi ga yattekuru \| – \| \| 10. Februar 1992 – 23. Februar 1992 2 Wochen (insgesamt 10) \| 10 \| Shōgo Hamada \| Kanashimi wa yuki no yō ni \| – \| \| 24. Februar 1991 – 1. März 1992 2 Wochen (insgesamt 2) \| 2 \| Tunnels \| Garagara hebi ga yattekuru \| – \| \| 2. März 1992 – 26. April 1992 8 Wochen (insgesamt 10) \| 10 \| Shōgo Hamada \| Kanashimi wa yuki no yō ni \| – \| \| 27. April 1992 – 3. Mai 1992 1 Woche \| 1 \| CHAGE&ASKA \| Garagara hebi ga yattekuru \| – \| \| 4. Mai 1992 – 10. Mai 1992 1 Woche \| 1 \| Lindberg \| Koi o shiyō yo Yeah! Yeah! \| – \| \| 11. Mai 1992 – 17. Mai 1992 1 Woche \| 1 \| Tetsurō Oda \| Itsumademo kawaranu ai o \| – \| \| 18. Mai 1992 – 7. Juni 1992 3 Wochen (insgesamt 6) \| 6 \| Kome Kome Club \| Kimi ga iru dake de/Aishiteru \| – \| \| 8. Juni 1992 – 21. Juni 1992 2 Wochen \| 2 \| B’z \| BLOWIN’/TIME \| – \| \| 22. Juni 1992 – 12. Juli 1992 3 Wochen (insgesamt 6) \| 6 \| Kome Kome Club \| Kimi ga iru dake de/Aishiteru \| – \| \| 13. Juli 1992 – 26. Juli 1992 2 Wochen \| 2 \| CHAGE&ASKA \| if \| – \| \| 27. Juli 1992 – 13. September 1992 7 Wochen \| 7 \| Southern All Stars \| Namida no Kiss \| – \| \| 14. September 1992 – 27. September 1992 2 Wochen \| 2 \| Tunnels \| Ichiban erai hito e \| – \| \| 28. September 1992 – 18. Oktober 1992 3 Wochen \| 3 \| Dreams Come True \| Kessen wa kin'yōbi/Taiyō ga miteru \| – \| \| 19. Oktober 1992 – 1. November 1992 2 Wochen \| 2 \| B’z \| ZERO \| – \| \| 2. November 1992 – 8. November 1992 1 Woche \| 1 \| Dreams Come True \| Haretara ii ne \| – \| \| 9. November 1992 – 15. November 1992 1 Woche \| 1 \| Tsuyoshi Nagabuchi \| Junrenka '92 \| – \| \| 16. November 1992 – 22. November 1992 1 Woche (insgesamt 4) \| 4 \| Jun'ichi Inagaki \| Christmas Carol no koro niwa \| – \| \| 23. November 1992 – 29. November 1992 1 Woche \| 1 \| Curl Smokey Ishii i Yumi Matsutōya \| Ai no WAVE \| – \| \| 30. November 1992 – 20. Dezember 1992 3 Wochen (insgesamt 4) \| 4 \| Jun'ichi Inagaki \| Christmas Carol no koro niwa \| – \| \| 21. Dezember 1992 – 27. Dezember 1992 1 Woche \| 1 \| Kyōsuke Himuro \| ISS ME \| – \| \| 28. Dezember 1992 – 24. Januar 1993 4 Wochen \| 4 \| Miho Nakayama & Wands \| Sekaijū no dare yori kitto \| – \| |                                     |                                     |                                     |                           |
| ← 1991 |                                     |                                     |                                     | → 1993 →                  |
| Zeitraum | Wo. ges.                            | Interpret                           | Titel Autor(en)                     | Zusätzliche Informationen |
| (Zeitraum, Wochen auf Platz eins, Interpret, Titel, Autor[en], zusätzliche Informationen) |                                     |                                     |                                     |                           |
| 30. Dezember 1991 – 2. Februar 1992 5 Wochen | 5                                   | Daiji Man Brothers Band             | Sore ga daiji                       | –                         |
| 3. Februar 1992 – 9. Februar 1992 1 Woche (insgesamt 2) | 2                                   | Tunnels                             | Garagara hebi ga yattekuru          | –                         |
| 10. Februar 1992 – 23. Februar 1992 2 Wochen (insgesamt 10) | 10                                  | Shōgo Hamada                        | Kanashimi wa yuki no yō ni          | –                         |
| 24. Februar 1991 – 1. März 1992 2 Wochen (insgesamt 2) | 2                                   | Tunnels                             | Garagara hebi ga yattekuru          | –                         |
| 2. März 1992 – 26. April 1992 8 Wochen (insgesamt 10) | 10                                  | Shōgo Hamada                        | Kanashimi wa yuki no yō ni          | –                         |
| 27. April 1992 – 3. Mai 1992 1 Woche | 1                                   | CHAGE&ASKA                          | Garagara hebi ga yattekuru          | –                         |
| 4. Mai 1992 – 10. Mai 1992 1 Woche | 1                                   | Lindberg                            | Koi o shiyō yo Yeah! Yeah!          | –                         |
| 11. Mai 1992 – 17. Mai 1992 1 Woche | 1                                   | Tetsurō Oda                         | Itsumademo kawaranu ai o            | –                         |
| 18. Mai 1992 – 7. Juni 1992 3 Wochen (insgesamt 6) | 6                                   | Kome Kome Club                      | Kimi ga iru dake de/Aishiteru       | –                         |
| 8. Juni 1992 – 21. Juni 1992 2 Wochen | 2                                   | B’z                                 | BLOWIN’/TIME                        | –                         |
| 22. Juni 1992 – 12. Juli 1992 3 Wochen (insgesamt 6) | 6                                   | Kome Kome Club                      | Kimi ga iru dake de/Aishiteru       | –                         |
| 13. Juli 1992 – 26. Juli 1992 2 Wochen | 2                                   | CHAGE&ASKA                          | if                                  | –                         |
| 27. Juli 1992 – 13. September 1992 7 Wochen | 7                                   | Southern All Stars                  | Namida no Kiss                      | –                         |
| 14. September 1992 – 27. September 1992 2 Wochen | 2                                   | Tunnels                             | Ichiban erai hito e                 | –                         |
| 28. September 1992 – 18. Oktober 1992 3 Wochen | 3                                   | Dreams Come True                    | Kessen wa kin'yōbi/Taiyō ga miteru  | –                         |
| 19. Oktober 1992 – 1. November 1992 2 Wochen | 2                                   | B’z                                 | ZERO                                | –                         |
| 2. November 1992 – 8. November 1992 1 Woche | 1                                   | Dreams Come True                    | Haretara ii ne                      | –                         |
| 9. November 1992 – 15. November 1992 1 Woche | 1                                   | Tsuyoshi Nagabuchi                  | Junrenka '92                        | –                         |
| 16. November 1992 – 22. November 1992 1 Woche (insgesamt 4) | 4                                   | Jun'ichi Inagaki                    | Christmas Carol no koro niwa        | –                         |
| 23. November 1992 – 29. November 1992 1 Woche | 1                                   | Curl Smokey Ishii i Yumi Matsutōya  | Ai no WAVE                          | –                         |
| 30. November 1992 – 20. Dezember 1992 3 Wochen (insgesamt 4) | 4                                   | Jun'ichi Inagaki                    | Christmas Carol no koro niwa        | –                         |
| 21. Dezember 1992 – 27. Dezember 1992 1 Woche | 1                                   | Kyōsuke Himuro                      | ISS ME                              | –                         |
| 28. Dezember 1992 – 24. Januar 1993 4 Wochen | 4                                   | Miho Nakayama & Wands               | Sekaijū no dare yori kitto          | –                         |